# Viguiera misionensis
Viguiera misionensis là một loài thực vật có hoa trong họ Cúc. Loài này được A.A.Sáenz miêu tả khoa học đầu tiên năm 1979.